# Jack Sock
Jack Sock (Lincoln, Nebraska; 24 de septiembre de 1992) es un exjugador de tenis, nacido en Estados Unidos.
En modalidad individual, Sock ganó el Masters de París 2017 y fue semifinalista del Masters de Indian Wells 2017 y la ATP World Tour Finals 2017, además de lograr victorias ante Marin Čilić, Juan Martín del Potro, Grigor Dimitrov, David Ferrer, Kei Nishikori, Milos Raonic, Dominic Thiem y Alexander Zverev.
En dobles masculinos fue ganador del Campeonato de Wimbledon de 2014 y 2018, el Abierto de Estados Unidos de 2018, el ATP World Tour Finals 2018, y tres ATP Masters 1000 (Indian Wells 2015 y 2018, y Shanghái 2016). También fue medallista de bronce en los Juegos Olímpicos de 2016.
En dobles mixtos triunfó en el Abierto de Estados Unidos 2011 y los Juegos Olímpicos de 2016.
Con el equipo de Copa Davis de Estados Unidos logró siete victorias en diez partidos.

## Carrera juvenil
Como juvenil, Sock alcanzó el puesto 22.º en el ranking mundial en octubre de 2010. Jugó su primer torneo juvenil ITF en octubre de 2008, a los 16 años, en el Campeonato Panamericano. En el US Open junior 2009, su tercer torneo junior, llegó a las semifinales del dobles con Matthew Kandath, y la tercera ronda en individuales.
Sock jugó relativamente poco en el circuito junior, sin embargo, participando en dos torneos más: el Orange Bowl en 2009 y el US Open junior 2010 en este torneo, recibió una entrada de comodín, pero procedió a la final. Allí, derrotó a su compatriota estadounidense Denis Kudla por 3–6, 6–2, 6–2, para convertirse en el primer ganador estadounidense de los campeonatos juveniles desde Andy Roddick en 2000. Ganó el Campeonato Nacional Juvenil de Tenis Junior en 2010 y 2011, ganando un Will Card en ambos años por el cuadro principal del Abierto de Estados Unidos.

## Carrera profesional

### 2009-2012: Inicios
Sock comenzó a jugar en torneos Futures en 2009, ganando su primer torneo sénior en ese circuito en noviembre de 2009. Participó en su primer torneo clasificatorio para un torneo de la ATP en el Masters de Miami 2010. Su primer partido como profesional fue en el US Open 2010, donde perdió ante Marco Chiudinelli.
En 2011, llegó a la final del torneo USA F3. También comenzó a jugar algunos torneos en el nivel Challenger, con su mayor éxito siendo un cuarto de final en el Challenger de Dallas 2011. También compitió en el cuadro principal del Sony Ericsson Open 2010. Como campeón de Estados Unidos en 2010, recibió un Will Card en el US Open 2011, ganando su primer partido ATP contra Marc Gicquel por 6-3, 6-4, 1-6, 6-4. Avanzó para jugar con su ídolo Andy Roddick, un compañero Nebraska en la segunda ronda; sin embargo, perdió por 6-3, 6-3 y 6-4, dejando una buena impresión a lo largo del partido. El avance real de Sock llegó en el dobles mixtos, sin embargo, donde avanzó a la final junto a Melanie Oudin, luego de derrotar en primera ronda a Vladimira Uhlirova y Filip Polasek por 6-4, 0-6 y 11-9. Dan la gran sorpresa en segunda ronda al derrotar a los campeones defensores y primeros preclasificados, Liezel Huber y Bob Bryan por parciales de 2-6, 6-3, 10-6. Ya en cuartos de final vencieron a la pareja compuesta por Barbora Zahlavova Strycova y Philipp Petzschner en dos sets de 6-3 y 7-6(3). Avanzaron a la final debido a la no presentación de los séptimos preclasificados, Yelena Vesnina y Leander Paes por lesión de este último. En la final vencieron a la pareja que en el papel era favorita ya que tanto Gisela Dulko como Eduardo Schwank habían estado en finales de Grand Slam en dobles (Dulko, ex N.º 1 del mundo en dobles ganó el Australian Open, mientras que Schanwk perdió la final de Roland Garros). Pese a la experiencia de sus rivales, la joven pareja estadounidense se adjudicó el título luego de ganar en 3 sets de 7-6(4), 4-6 y 10-8.
Después de ganar su primer título de Grand Slam, Sock volvió a competir en el Challenger Tour. Su torneo más exitoso fue el Challenger de Sacramento, en el que alcanzó los cuartos de final en singles, terminado el 2011 ocupó el puesto Nº 381 en individuales y Nº 370 en los dobles.
En 2012, Sock ganó el torneo Futures en Florida, además de perder en la final de dobles. Retrocediendo al nivel de Challenger, compitió en el Challenger de Honolulu llegando a los cuartos de final del torneo de individuales y, junto a Nick Monroe, una vez más llegó a la final del torneo de dobles.
El próximo torneo de Sock fue el Torneo de Atlanta 2012. Él molestó al séptimo cabeza de serie, Alex Bogomólov. Llegó a los cuartos de final, donde perdió ante John Isner. En el US Open 2013, Sock derrotó al cabeza de serie 22, Florian Mayer, en la primera ronda, cuando Mayer se retiró. Luego pasó a vencer al n.º 85 del mundo Flavio Cipolla de Italia en sets corridos, estableciendo su primer partido de tercera ronda de Grand Slam contra el undécimo cabeza de serie Nicolás Almagro, pero fue derrotado en cuatro sets. En los últimos dos meses de la temporada 2012, Sock alcanzó sus dos primeras finales del Challenger Tour, ganando la primera y subcampeón en la última. Estas finales lo ayudaron a subir al top 150 por primera vez.

### 2013: Top 100

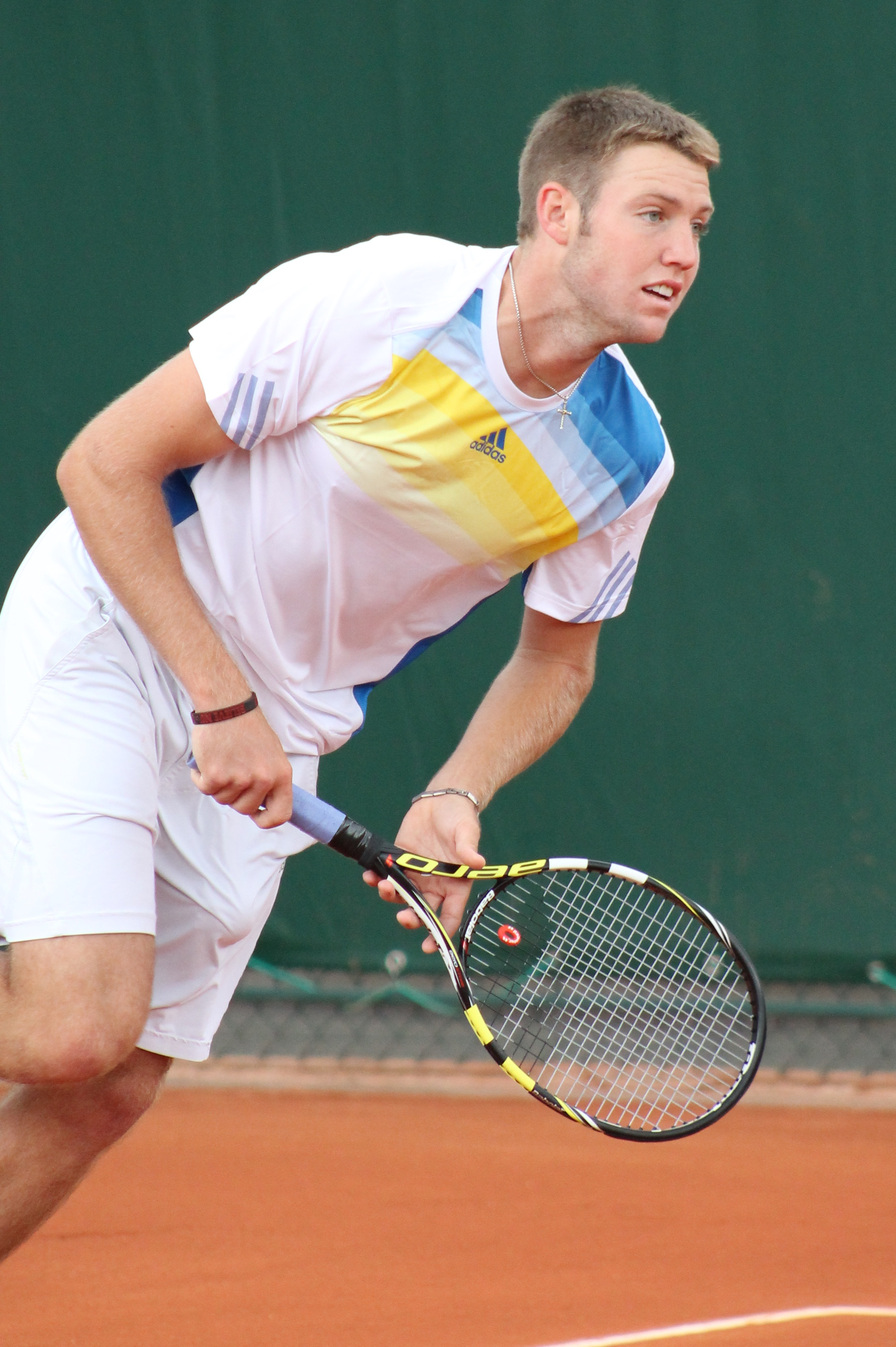
Jack Sock en 2013

Sock tuvo un comienzo lento en 2013, perdiendo en la clasificación en el ATP 250 de Brisbane y el Abierto de Australia 2013.
Sock superó tres rondas de clasificación sin perder un solo set para entrar en el cuadro principal de Roland Garros 2013. En la primera ronda, derrotó al español Guillermo García-López en solo 1 hora y 59 minutos. Luego perdió ante Tommy Haas, un veterano de 35 años de edad, en sets corridos. Trató de clasificarse para Wimbledon por primera vez, pero aunque quedó como segundo cabeza de serie en la fase de clasificación, perdió ante Mischa Zverev. Regresó a los Estados Unidos. Para ganar su segundo título de nivel Challenger en Winnetka, el 6 de julio, lo que le permitió entrar en el top 100 por primera vez en su carrera.

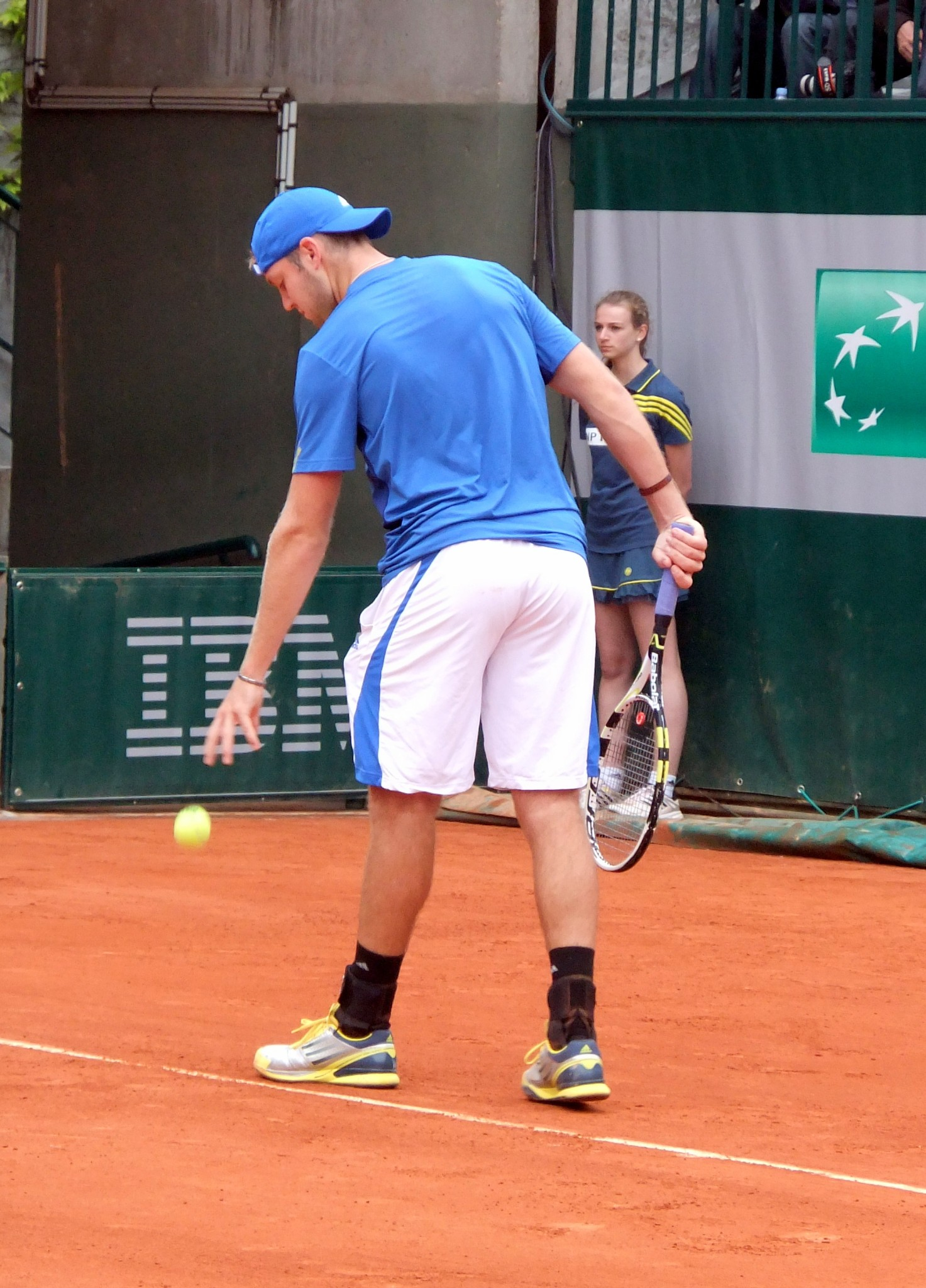
Sock sirviendo en la segunda ronda de Roland Garros 2013 ante Tommy Haas.

En el US Open 2013, derrotó a Philipp Petzschner en la primera ronda, estando 5 juegos a 2 arriba en el tercer set antes de que Petzschner se retirara. Sock luego pasó a vencer a Máximo González, sin embargo, perdió ante el 18.º cabeza de serie Janko Tipsarević en la tercera ronda. Después del US Open, su clasificación subió al puesto 86.º.

### 2014: Título de Grand Slam en dobles

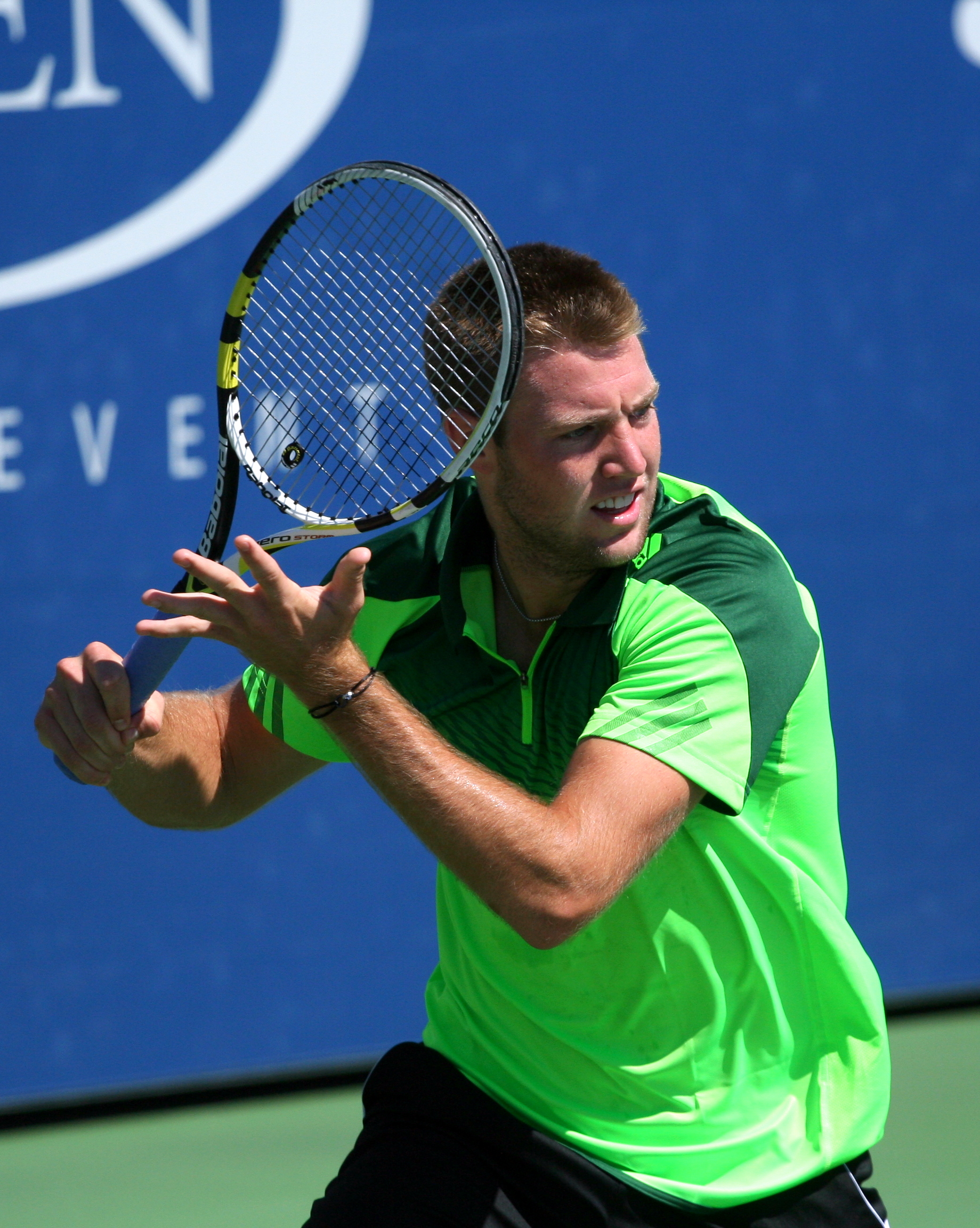
Sock en 2014

Sock comenzó su campaña 2014 en Auckland contra el francés Adrian Mannarino. Su agresivo estilo de juego fue demasiado para su oponente, y ganó en sets corridos para establecer un partido con el segundo favorito alemán Tommy Haas. En un partido considerable, Sock derrotó al n.º 12 del mundo en sets corridos para avanzar a los cuartos de final. Allí se enfrentó al español Roberto Bautista-Agut, pero perdió en sets corridos. Luego obtuvo su primera entrada directa al cuadro principal del Abierto de Australia, después de no haber clasificado el año anterior. Comenzó con fuerza, derrotando al alemán Tobias Kamke en cuatro sets en su primer partido, antes de perder ante el ex número 7 del mundo Gaël Monfils en la segunda ronda.

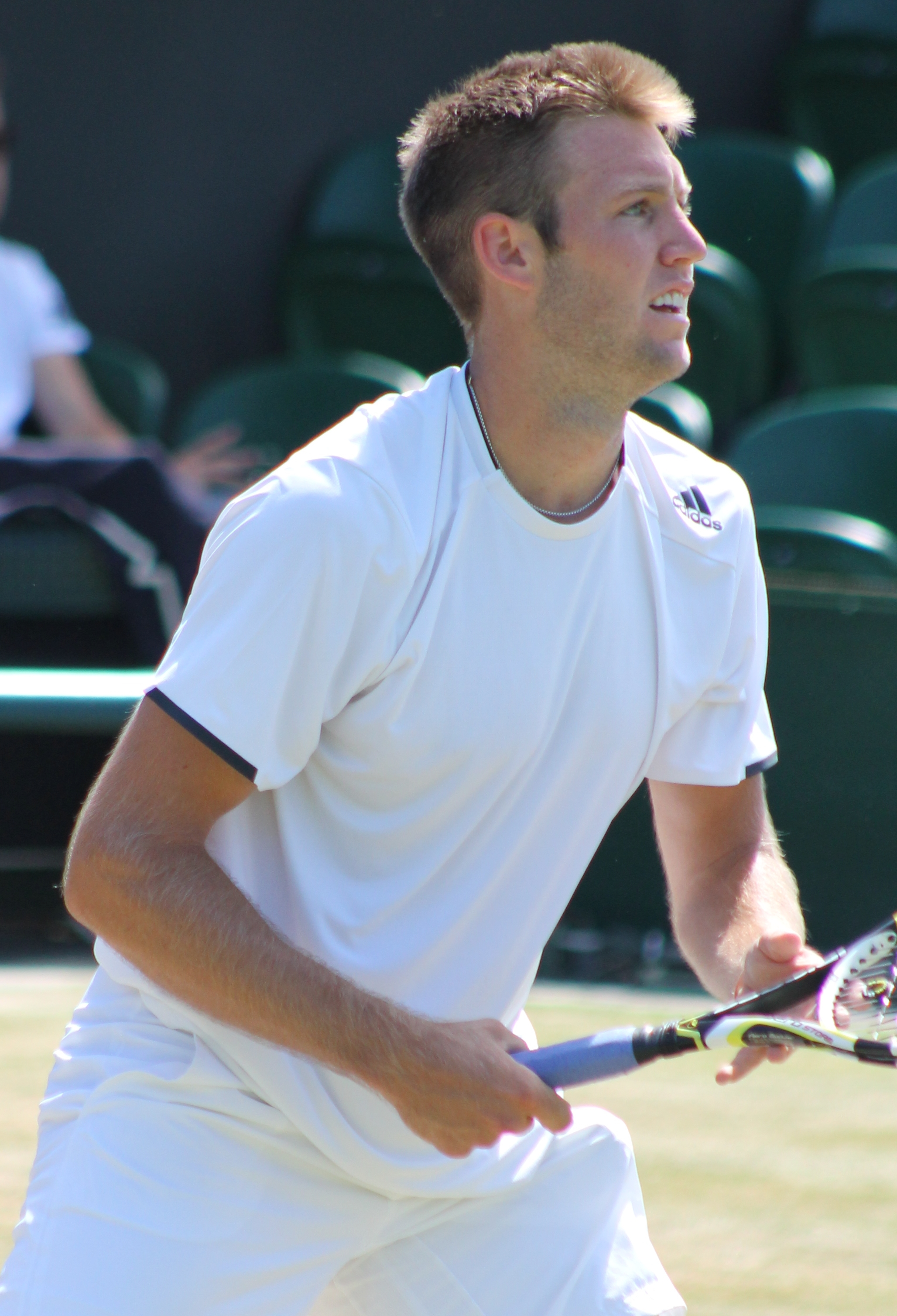
Jack Sock lograría su primer Grand Slam en Wimbledon 2014 en el dobles junto a Vasek Pospisil vencerían a los hermanos Bob y Mike Bryan en la final

En Wimbledon 2014, Sock en el último momento se asoció con el canadiense Vasek Pospisil, y ganaron el título masculino de dobles en una final de cinco sets contra los mejores cabeza de series, Bob y Mike Bryan.
Sock venció a Bernard Tomic y al número 6 del mundo Kei Nishikori para alcanzar la tercera ronda del Masters de Shanghái 2014.
En diciembre, se sometió a una cirugía de cadera, dejándolo al margen para el inicio de la temporada 2015.

### 2015: Top 25 y primer título en singles

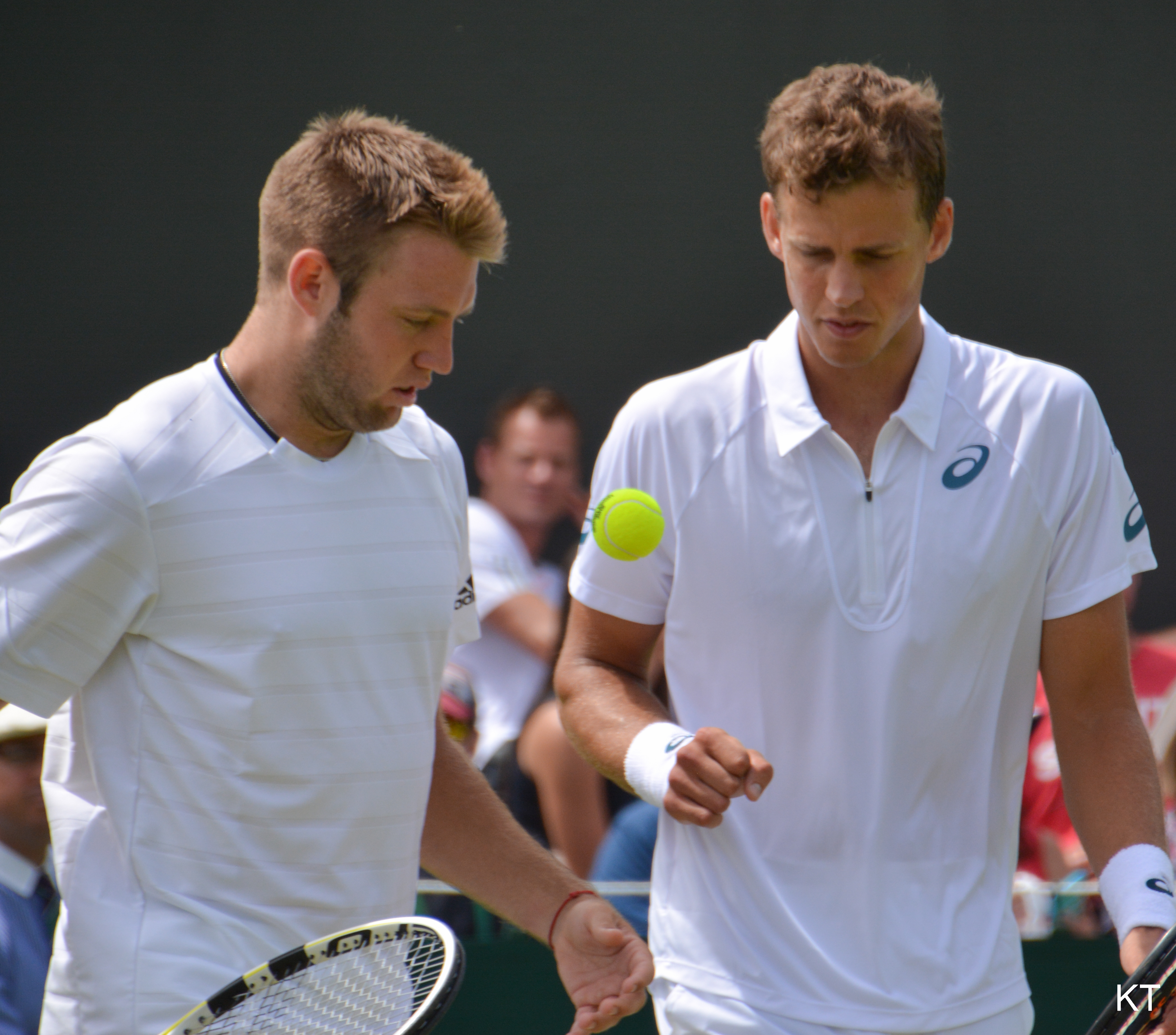
Sock (izquierda) junto a Pospisil (derecha) en Wimbledon 2015.

Después de perderse los dos primeros meses de la temporada 2015, Sock hizo su regreso en el Masters de Indian Wells, donde logra un buen desempeño. Debuta con una victoria sobre Yen-Hsun Lu por (4)6-7, 6-2 y 7-5, en segunda ronda vencer al luxemburgués Gilles Müller por 3-6, 6-3 y 7-6(7), antes de derrotar al número 15 del mundo, Roberto Bautista-Agut por 3-6, 6-3, 6-2 y así clasificar para los octavos de final, el primero en esta categoría. En octavos cae ante el cabeza de serie N° 2 y futuro finalista Roger Federer por un contundente 6-3 y 6-2 en una hora y 19 minutos. En dobles, se asoció con Pospisil para ganar su primer torneo a nivel Masters 1000.
Su segundo torneo fue el Miami Open, en el que ganó sus dos primeros partidos, incluido una victoria sobre el 21.º preclasificado Fabio Fognini, antes de perder ante Dominic Thiem en la tercera ronda. Hizo la final de dobles, nuevamente se asoció con Pospisil, pero perdió en un desempate en el tercer set ante los hermanos Bryan.
En abril, ganó su primer título ATP en singles en Houston en Polvo de ladrillo. En su camino al título, derribó al segundo favorito Roberto Bautista Agut por doble 6-4, al quinto cabeza de serie, Santiago Giraldo, el tercer cabeza de serie Kevin Anderson por 7-6(3), 6-3 en semifinales y derrotó al octavo cabeza de serie Sam Querrey en la final por doble 7-6. Luego compitió en el Masters de Madrid avanzó hasta la segunda ronda al vencer al Will Card, Pablo Andújar en sets corridos, antes de perder ante el 12.º preclasificado Jo-Wilfried Tsonga.

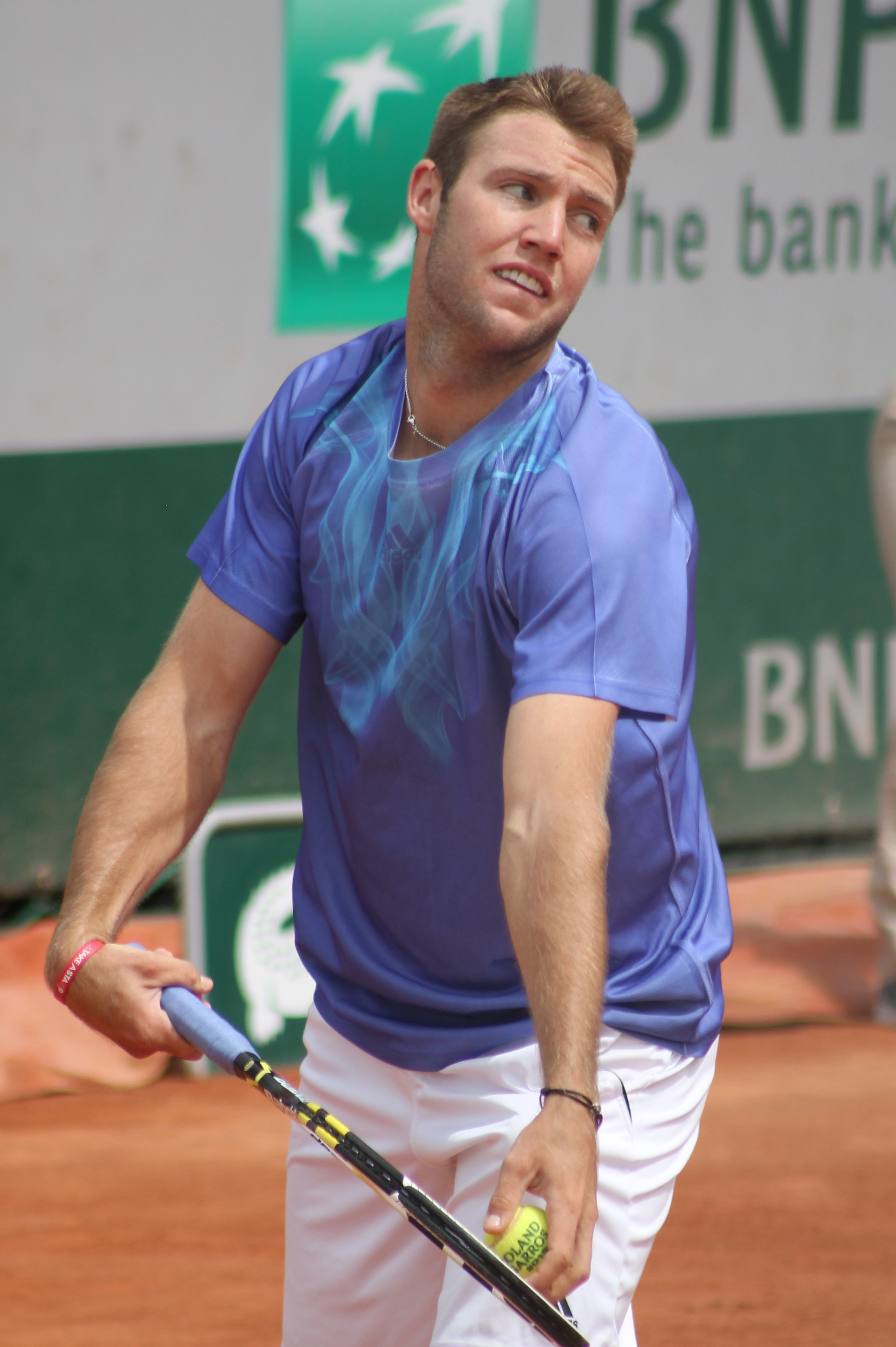
Sock en Roland Garros 2015 donde cayó ante Rafael Nadal en la cuarta ronda

En Roland Garros, supera fácilmente al décimo cabeza de serie Grigor Dimitrov por 7-6(7), 6-2 y 6-3 en primera ronda, en la segunda ronda derrota al español Pablo Carreño en un partido más trabajado (2)6-7, 7-6(4), 6-1 y 7-6(4), y en tercera domina al croata Borna Ćorić por 6-2, 6-1 y 6-4 para clasificarse por primera vez a la segunda semana de un Grand Slam. A los 22 años, se convirtió en el estadounidense más joven en alcanzar los octavos de final en Roland Garros desde Pete Sampras en 1993. En octavos, se enfrentó al nueve veces campeón en París, el español Rafael Nadal (N.º 7 del mundo), contra el que hizo un gran partido, llevándose un set, pero el resultado fue el mismo; 3-6, 1-6, 7-5, 2-6.
Más tarde, hizo una semifinal Newport perdiendo contra Ivo Karlović por 7-6(3) y 6-4 y un cuartos de final en Washington tras derrotar a Richard Gasquet por (4)6-7, 7-6(5), 6-4 en una gran juego, después pierde en dos sets contra Steve Johnson. Alcanzó los cuartos de final en Montreal con dos grandes partidos contra Adrian Mannarino y Grigor Dimitrov concluyó con una victoria en tres sets, pero pierde drásticamente frente al número uno mundial, Novak Djokovic quien atravesaba su mejor momento tenístico.
Sock colapsó en el Abierto de Estados Unidos 2015, y se vio obligado a retirarse contra Ruben Bemelmans a pesar de estar adelante en el partido.
Por último, en los torneos bajo techo (indoor), hizo un final en Estocolmo, derrotando a Pablo Carreño y Fernando Verdasco fácilmente para vencer a dos cabezas de series, a los franceses Gilles Simon (7-5, 7-6(5) en cuartos) y Richard Gasquet (6-4, 6-2 en semifinales). En la final cayó ante Tomáš Berdych por 7-6(1) y 6-2. En Basilea, después de sus victorias contra sus compatriotas Denis Kudla, John Isner y Donald Young todas en dos sets para entrar en los últimos cuatro del torneo (semifinales), es derrotado nuevamente por Roger Federer por parciales de 6-3 y 6-4.
El 2 de noviembre, Sock alcanzó el top 25 por primera vez en su carrera. Por segundo año consecutivo, él y Pospisil terminaron novenos en la Carrera a Londres, apenas logrando clasificar para el torneo de maestros en dobles.

### 2016: Medallas de Bronce y Oro en Río y número uno estadounidense
Sock comenzó su temporada en la Copa Hopman 2016, representando a los EE. UU. Junto a Serena Williams, quien finalmente fue reemplazada por Victoria Duval debido a una lesión. En la etapa de round-robin, el único triunfo en individuales de Sock fue sobre Jiří Veselý. Sock y Duval registraron triunfos en los dobles mixtos sobre Ucrania y la República Checa. No pasaron a la final.
En el Auckland Open, Sock alcanzó su tercera final de la ATP, superando a Kevin Anderson por 1-6, 6-4, 6-4, pero especialmente al número 8 del mundo David Ferrer por 3-6, 6-1 y 6-2 en las semifinales, logrando su primer triunfo sobre un Top 10, a pesar de perder el primer set y luchar contra la gripe. como los síntomas. Terminó por retirarse en la final debido a esa enfermedad, cayendo por 6-1 y 1-0 ante Roberto Bautista.
En abril, el Torneo de Houston en tierra batida era el entonces defensor del título, llegó a la final al vencer Marcos Baghdatis y John Isner por 7-6(4), 6-3. Pierde contra el argentino Juan Mónaco (148.º del tenis mundial) por 6-3, 3-6, 5-7 en 2 horas 20 minutos.

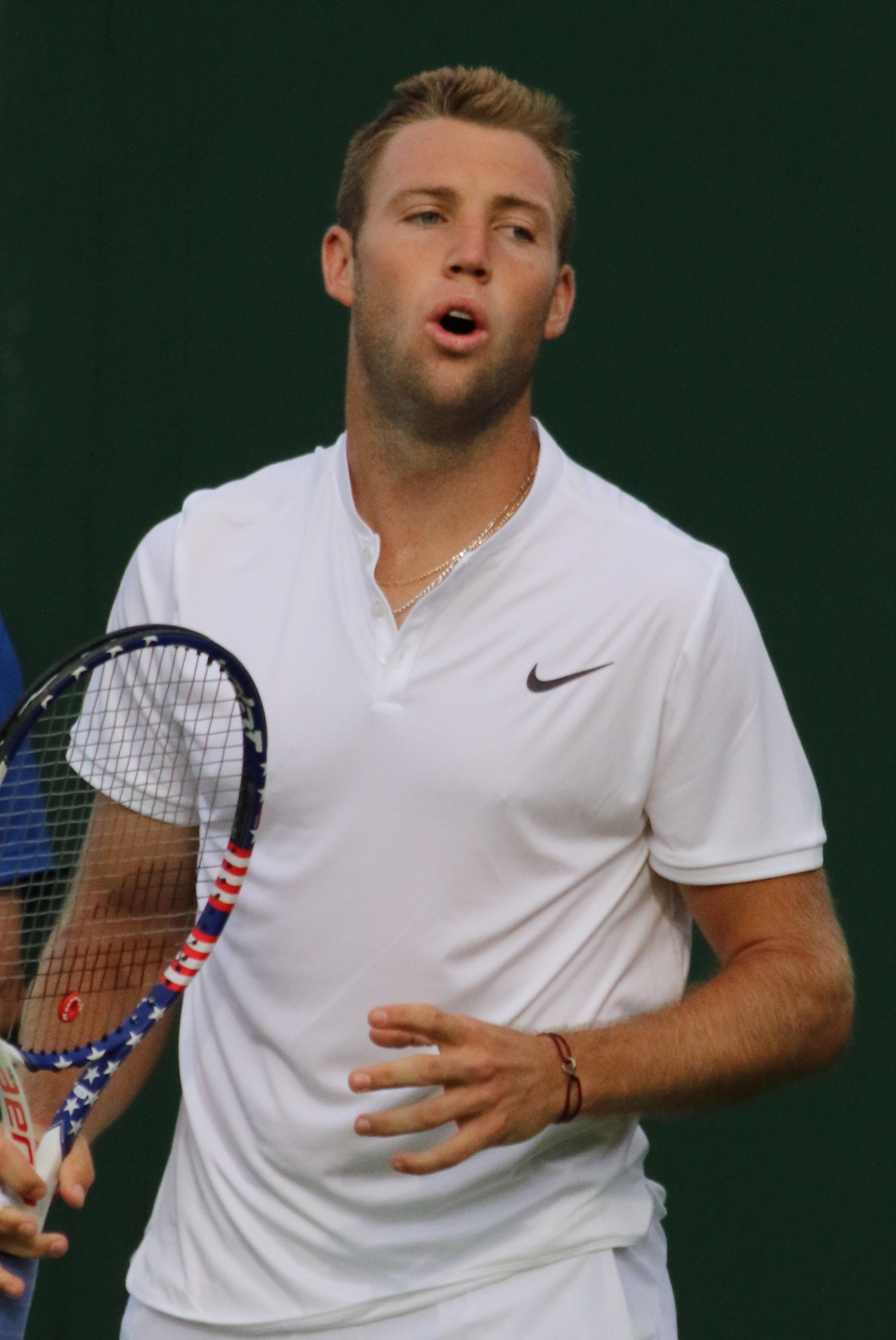
El año 2016 de Sock fue uno de los mejores de su carrera al ganar medalla de bronce y oro en dobles masculinos y mixtos respectivamente, consolidarse en el Top 25 y convertirse en número uno estadounidense por primera vez

Sock jugó en las tres competiciones de tenis en los Juegos Olímpicos en Río de Janeiro. A pesar de perder en la primera ronda en Individuales masculinos, ganó una medalla de bronce en dobles masculinos con Steve Johnson, también finaliza su colaboración con Vasek Pospisil, que data de 2014. y una medalla de oro en Dobles mixtos con Bethanie Mattek-Sands.
Para el último Grand Slam en Estados Unidos, supera difíciles partidos a cinco sets como en el Abierto de Australia, a Taylor Fritz poe 7-6(3), 7-5, 3-6, 1-6, 6-4 y al clasificado Mischa Zverev fácilmente y logra dar el batacazo del torneo al vencer al N°9 del mundo Marin Čilić en sets corridos por 6-4, 6-3, 6-3 en una hora y 45 minutos, en octavos de final perdió ante el francés Jo-Wilfried Tsonga por 3-6, 3-6, 7-6(7) y 2-6.
Ganó en octubre el Masters de Shanghái en dobles junto a su compatriota John Isner. Y en singles, eliminó a Guido Pella, Feliciano López en tres sets y al cañonero canadiense (6.º del mundo) Milos Raonic por 0-6, 6-4, 7-6(8) después de un rosco en el primer set, además logró derrotar a Raonic por primera vez en sus últimos nueve partidos para alcanzar su primer cuarto de final en Masters 1000. Con esta victoria, se convirtió en el estadounidense mejor clasificado por primera vez en su carrera. En cuartos es derrotado por Gilles Simon en un partido muy cerrado por 6-4, 4-6, (5)6-7.
Posteriormente, logró una segunda final consecutiva en Estocolmo, logrando vencer a Alexander Zverev por un disputado (4)6-7, 7-6(4) y 6-4 en semifinales. Perdió la final contra el argentino Juan Martín del Potro por 7-5 y 6-1.
Luego en dobles, ganó el ATP 500 de Basilea con Marcel Granollers. Por último, en el Masters 1000 de París-Bercy, venció a Philipp Kohlschreiber por 6-2, 7-6(3), al número 8 del mundo Dominic Thiem por 6-2 y 6-4 en menos de una hora. Antes de vencer a Richard Gasquet por 6-2, 3-6, 7-5 tras ir 2-4 abajo en el set final, en cuartos de fianly pierde contra su compatriota John Isner en por 7-6, 4-6 y 6-4. Termina su temporada como número dos estadounidense detrás de Isner.

### 2017: Top 10, tres títulos ATP y primer Masters 1000

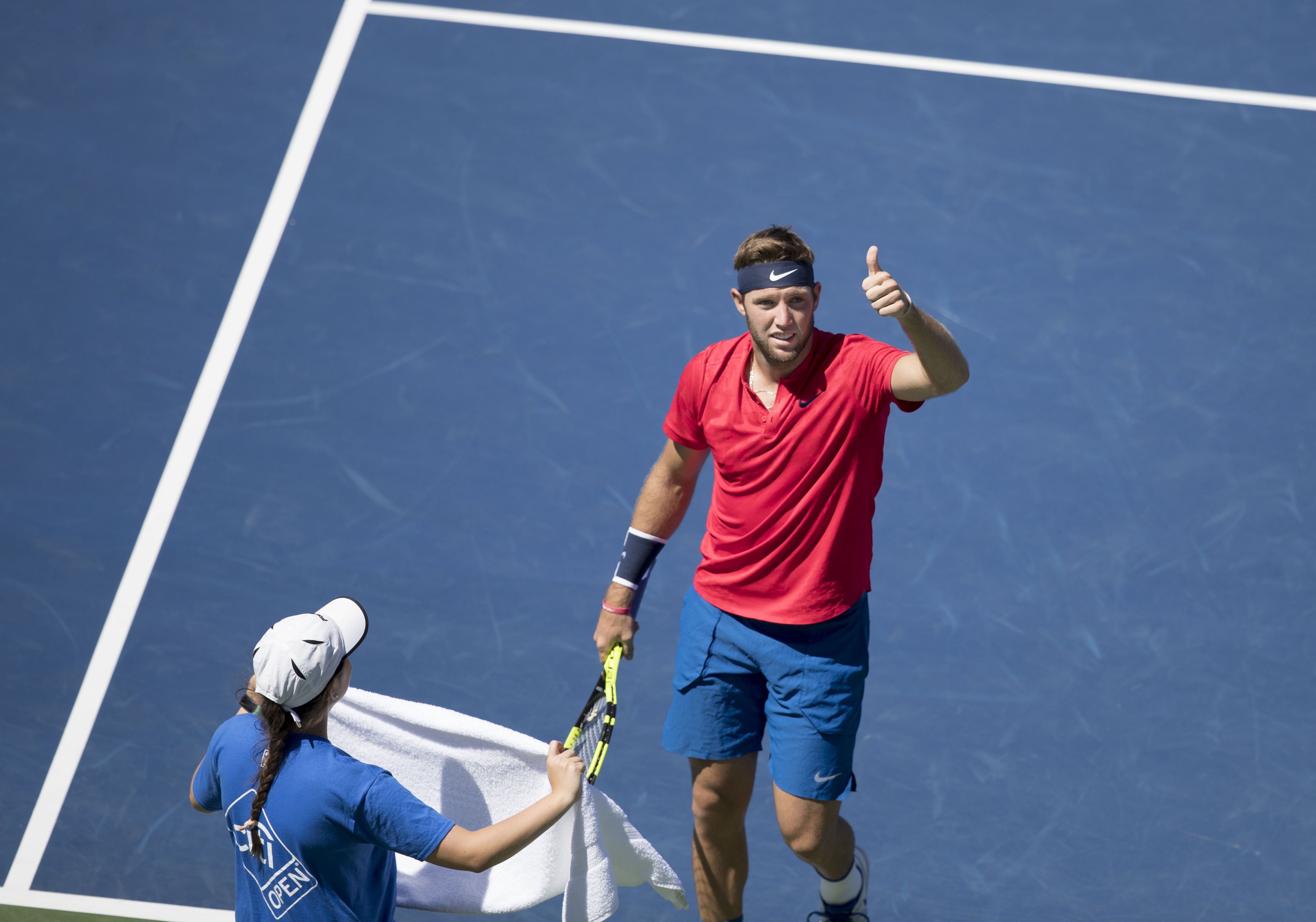
Sock en 2017 lograría tres títulos ATP en singles, siendo el más importante el Masters 1000 de Paris-Berçy donde derrotó a Filip Krajinovic en la final, además de lograr entrar al ATP World Tour Finals y cerrar el 2017 como número 8 del mundo

Juega su primer torneo oficial, después de la Copa Hopman 2017 donde sería finalista tras caer contra la pareja francesa Kristina Mladenovic y Richard Gasquet por 4-1 y 4-3, perdiendo por 2-1 en un global. Después juega su primer torneo en Auckland, comienza venciendo con bastantes dificultades a su compatriota Ryan Harrison por 7-65, 4-6 y 6-1, luego el francés Jeremy Chardy (5-7, 6-4, 6-3) y a Steve Johnson (6-4, 6-3) para llegar a su primera final del año y por segundo año año consecutivo. Venció a João Sousa por 6-3, 5-7, 6-3 ganando el segundo título de su carrera. Con la victoria, se colocó en el top 20 por primera vez. En el Abierto de Australia, ganó sus dos primeros partidos contra Pierre-Hugues Herbert y Karén Jachánov sin ceder sets. En tercera ronda pierde contra el n.º 12 del mundo Jo-Wilfried Tsonga por un ajustado 46-7, 5-7, 7-68 y 3-6.
En febrero, Sock representó a Estados Unidos por los Octavos de final de la Copa Davis contra Suiza ganando por un contundente 5-0 en tierras americanas, en esa serie jugó dos partidos, el primer punto contra Marco Chiudinelli ganando por 6-4, 6-3, 6-1 y el dobles junto a Steve Johnson ganando por 7-6, 6-3 y 7-6. A finales de mes, jugó en Delray Beach, clasificó a la final tras vencer a Radu Albot (6-4, 7-6), Guillermo García López (6-4 y 6-1), Steve Johnson (6-4, 7-64) y Donald Young (6-4, 7-62). Por el título su rival fue el canadiense n.º 4 del mundo Milos Raonic, pero este se retiró antes de jugar por una lesión en el tendón de la corva. Sock ganó el tercer título de su carrera sin jugar. Este título le permitió mejorar su Ranking ATP de su carrera al subir al puesto 18.º.
Siguió con sus buenos resultados en el Masters de Indian Wells y llegó a semifinales tras ganar puros partidos a tres sets contra Henri Laaksonen (6-3, 0-6, 6-4), el n.º 13 del mundo Grigor Dimitrov (3-6, 6-3 y 7-66), Malek Jaziri (4-6, 7-62, 7-5) y a Kei Nishikori, No.5 mundial en cuartos de final por 6-3, 2-6, 6-2 en una hora y 48 minutos, consiguiendo su primera victoria sobre un Top 5 y su primera semifinal de Masters 1000. Ahí caería contra el suizo y posterior campeón Roger Federer por 6-1 y 7-64 en tan solo una hora y 14 minutos. Después en Miami, avanzó automáticamente a tercera ronda tras la no presentación de Yoshihito Nishioka, después venció en sets corridos a Jiří Veselý y  Jared Donaldson para clasificarse a cuartos de final donde caería ante Rafael Nadal por 6-2, 6-3 en una hora y 23 minutos.

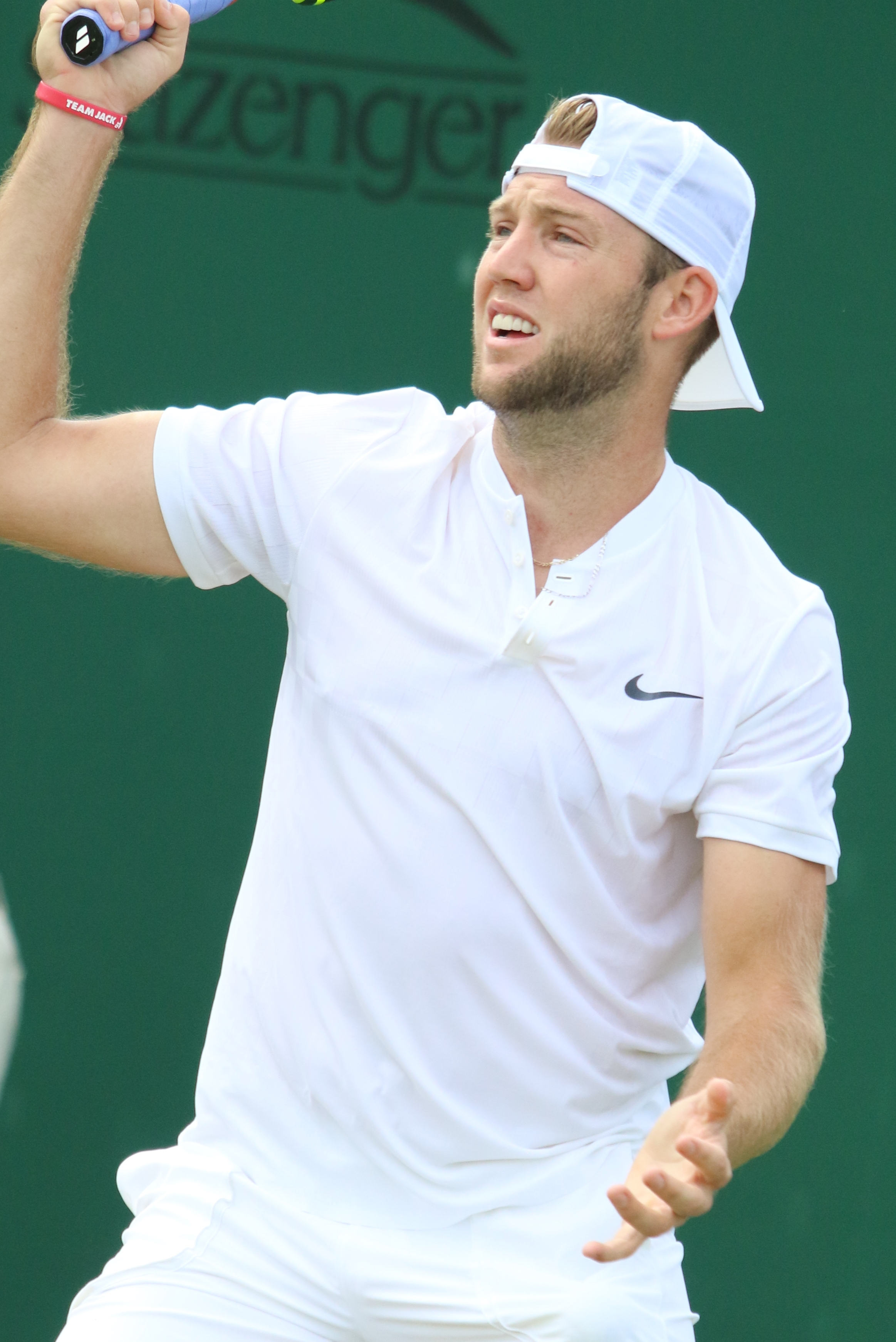
Jack Sock en Wimbledon 2017.

En abril disputó los Cuartos de final de la Copa Davis contra Australia en Brisbane sobre Pista dura en la derrota por 3-2, jugo dos encuentros, el primero en individuales perdiendo ante Jordan Thompson por 6-3, 3-6, 7-6 y 6-4 y el segundo en dobles ganando en cinco sets junto a Steve Johnson. Comenzó la gira de tierra batida europea en Houston, donde defendía título y cayó en semifinales ante contra su compatriota Steve Johnson por 6-4, 4-6 y 3-6. Luego llegó a octavos de final en Roma tras superar a Diego Schwartzman (6-4, 1-6, 7-5) y Jiří Veselý (6-4, 3-6, 7-6) en tres sets, pero volvió a perder contra Rafael Nadal por 6-3 y 6-4 después una hora 20 de juego. Luego decepciona en los Grand Slam en Roland Garros y Wimbledon cayendo en primera y segunda ronda, respectivamente.
Tras malos resultados en sus últimos torneos sobre tierra y hierba, Sock hace un buen torneo en Washington en su natal Estados Unidos con victorias sobre Marius Copil por doble 7-6, Jared Donaldson por 7-66, 6-2 y en especial al N°10 del mundo Milos Raonic por 7-5 y 6-4 en cuartos de final. Perdió en la siguiente ronda en semifinales contra Kevin Anderson por 6-3, 6-4. Posteriormente tiene un bajo rendimiento cayendo en las primeras rondas en Canadá (2.ª ronda), Cincinnati, US Open, Pekín y Shanghái.
Posteriormente, tras estos malos resultados mejora su nivel en la gira indoor (torneos bajo techo). Alcanzando los cuartos de final por primera vez en Estocolmo y Basilea. Después de una regular temporada, Sock terminó el año al ganar el torneo más grande de su carrera en el Masters de 1000 de París-Bercy, como cabeza de serie 16.º. Exento de la primera ronda, vence a Kyle Edmund por 4-6, 7-64 y 7-65 tras ir 1-5 abajo en la ronda final y en 3.ª ronda supera al francés Lucas Pouille por 7-66, 6-3 para entrar a los cuartos de final. Ahí vence al español Fernando Verdasco en tres sets por 3, 6-2, 6-3 contra un jugador que siempre es peligroso en un buen día, en semis vence a otro francés, la revelación del torneo Julien Benneteau por 7-5 y 6-2, quien acusó el desgaste de su gran semana. Con esta victoria, Sock clasifica para el Nitto ATP Finals 2017 por primera vez en su carrera. Gana la final contra el clasificado Filip Krajinovic por 5-7, 6-4 y 6-1 después de una hora y 58 minutos. Al ser campeón Sock ganó su primer Masters 1000 en 25 participaciones y el título más importante su carrera. Subiendo trece puestos en el Ranking ATP del 21 al 8.º para clasificarse dramáticamente al torneo de maestros. Además se convirtió en el primer estadounidense en ganar un evento de Masters 1000 desde que Andy Roddick ganara el Masters de Miami en 2010, y el primero en ganar el Masters de París desde Andre Agassi en 1999. Este resultado fue particularmente impresionante porque Sock estaba a un juego de caer en su primer partido, cuando caía por 5-1 frente a Kyle Edmund en el tercer set, terminó el año como el mejor estadounidense. También es el primer estadounidense en clasificar para la Copa de Maestros en individuales desde Mardy Fish en 2011.
En la Copa Masters queda situado en el Grupo Boris Becker con el número 2 del mundo Roger Federer, el número 3 Alexander Zverev y el número 5 Marin Čilić. Debutó en esta categoría de torneos contra el suizo Federer siendo derrotado por 6-4 y 7-64 en una hora y 31 minutos. En su segundo partido se enfrentó a Čilić ganando tras remontar el primer set por 5-7, 6-2 y 7-64 después de dos horas y 28 minutos de un partido intenso. Para determinar el 2.º clasificado en el grupo, se enfrenta al joven alemán Zverev ganando por 6-4, 1-6 y 6-4 en una hora y 53 minutos lográndose clasificar a su primera semifinal de Torneo de Maestros en su primera participación, además logrando su primera victoria sobre un Top 3. La primera de un estadounidense desde Andy Roddick en 2007. Sin embargo, perdió en tres sets frente a Grigor Dimitrov después de ganar el primer set por 6-4, 0-6 y 3-6 tras dos horas. las dos victorias solidificaron su clasificación de fin de año en el Top 10 en el n.º 8 del mundo.

### 2018: Títulos de dobles en Wimbledon, US Open y Master Series
Después de una pretemporada más corta debido a su participación en el Torneo de Maestros, Sock no pudo igualar su éxito en la Copa Hopman y en Auckland del año anterior. Enfrentado con problemas físico, ganó solo un partido entre esos dos torneos y en el Abierto de Australia, perdió en la primera ronda ante Yūichi Sugita por 6-1, 7-6, 5-7 y 6-2, siendo derrotado por tercera vez en los últimos seis meses. En particular, los organizadores del torneo en Auckland criticaron a Sock por mostrar falta de esfuerzo en su partido contra Peter Gojowczyk (cayó por doble 6-3 en primera ronda) y consideraron retener la tarifa de $100,000 que le prometieron jugar en el evento.
El pobre comienzo de Sock en la temporada continuó en Delray Beach, donde siendo el máximo favorito y campeón defensor perdió en la segunda ronda ante Reilly Opelka por 6-4, 5-7 y 3-6 quien se ubicaba en el puesto 228.º. Sin embargo, ganó el título de dobles asociándose con Jackson Withrow.
Los torneos individuales de Sock continuaron en Indian Wells y Miami. En el singles de Indian Wells, Sock registró una victoria por 6-2 y 7-5 sobre Thomas Fabbiano en la ronda de 64, pero luego cayó 6-7, 6-4, 4-6 frente a Feliciano López. Sin embargo, Sock ganó el título de dobles con su compañero, John Isner, luego de registrar impresionantes victorias sobre Ivan Dodig y Rajeev Ram, Oliver Marach y Mate Pavic, y los hermanos Bob y Mike Bryan. En singles del Masters de Miami, registró una victoria por 6-3, 7-6 sobre Yuki Bhambri en la ronda de 64, pero luego cayó por 7-5, 46-7, 3-6 frente a la estrella en ascenso, Borna Ćorić. Sock y su compañero, Nicholas Monroe, no pudieron registrar una victoria en dobles con una derrota por 1-6, 6-7 ante Jean-Julien Rojer y Horia Tecau en la ronda 32.
En abril disputó los Cuartos de final de la Copa Davis contra Bélgica en Nashville sobre Pista dura y jugó un encuentro en el triunfo por 4-0 de su país, el dobles junto a Ryan Harrison ganando en cuatro sets.
Los torneos individuales continuaron en Roland Garros y Wimbledon donde perdió ambos en primera ronda contra Jurgen Zopp por 6-7, 6-4, 4-6, 7-6 y 6-3 en el primero y en el segundo ante Matteo Berrettini por 7-6, 7-6, 4-6, 5-7 y 2-6, tras ir dos sets a cero arriba. Ambas estas derrotas están marcadas por arrebatos y quejas constantes de Sock. Producto de ello, Sock fue multado con $ 5,000 dólares en Wimbledon. El éxito fue en el dobles de Wimbledon ya que lo ganó con su compañero de dobles Mike Bryan.
Durante la Gira de verano estadounidense, perdió una vez más en la primera ronda tanto del Masters de Canadá como en Cincinnati. Pero resultó finalmente una gira finalizada con título de dobles de Grand Slam. Repitió, al igual que en Wimbledon, con Mike Bryan para sumar su 3r título de Grand Slam de dobles.
Finalizó el 2018 con un nuevo título junto Mike Bryan, el torneo de maestros, derrotando en la final a la pareja francesa, Nicolas Mahut y Pierre-Hugues Herbert.

## Estilo de juego

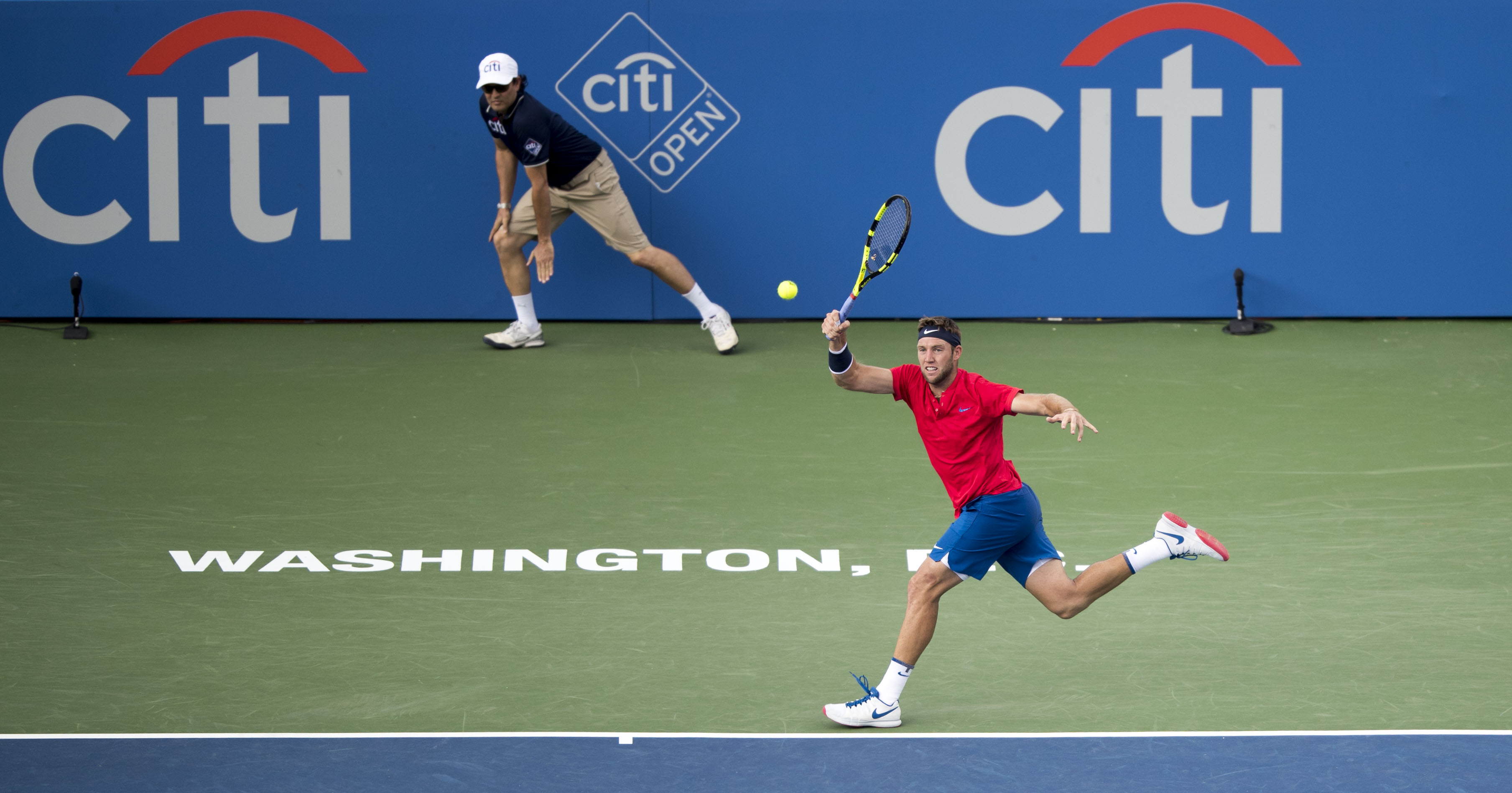

Sock es principalmente un jugador agresivo de la línea de base. Él puede ser considerado un línea de base completo con habilidades ofensivas y defensivas. El topspin en su lado derecho lo ayuda a mover a sus oponentes muy atrás de la línea de fondo para controlar los puntos. Su golpe de derecha y saque son sus armas más grandes, y también cuenta con un segundo saque impresionante. Utiliza sus golpes de fondo para dominar a los oponentes desde la línea de fondo o para moverlos por la cancha y buscar un tiro ganador. También puede aplastar su golpe de derecha y su revés con un efecto devastador, pero Sock prefiere golpear con giro controlado. A menudo golpea el "latigazo cervical", donde usa la rotación del cuerpo y el codo para generar un ritmo tremendo y un efecto liftado con un rendimiento mínimo.
El tenista estadounidense retirado Andy Roddick ha comentado que él y el joven Sock tienen estilos de juego similares, y dice: "Sock tiene la mitad de agarre con el saque. Tiene el codo flaqueante en el golpe de derecha y el revés." Sock siente que él y el español Rafael Nadal en realidad tienen un estilo de juego similar, afirmando en una entrevista el año pasado que "Nadal prefiere el golpe de derecha y el revés con un giro increíble. También me gusta golpear con más giro que ritmo y prefiera mi derecha".
Sock tiene un juego de servicio muy fuerte, ya que puede alcanzar servicios a velocidades de hasta 227 km/h. También es capaz de golpear golpes muy potentes y consistentes.
Además, Sock es muy rápido en la cancha y es especialmente bueno para correr alrededor de su revés y golpear poderosos golpes de derecha adentro o afuera. Su gran velocidad de corte le permite recuperar muchos tiros y usar su golpe de derecha, su arma principal desde la línea de fondo, con mayor frecuencia.
Algunos comentaristas han comentado que su técnica en el golpe de derecha: "Si bien es bastante efectiva, en realidad obstaculiza su habilidad para golpear a los regresos. Si Sock tiene una exitosa carrera en individuales, será a pesar de, no a causa de, su técnica", según el campeón estadounidense retirado de tenis y ahora comentarista Jim Courier.

## Títulos de Grand Slam

### Dobles (3)
| Año  | Torneo             | Pareja         | Oponentes en la final       | Resultado                     |
| 2014 | Wimbledon          | Vasek Pospisil | Bob Bryan Mike Bryan        | 7-6(5), 6-7(3), 6-4, 3-6, 7-5 |
| 2018 | Wimbledon          | Mike Bryan     | Michael Venus Raven Klaasen | 6-3, 6-7(7), 6-3, 5-7, 7-5    |
| 2018 | Abierto de EE. UU. | Mike Bryan     | Łukasz Kubot Marcelo Melo   | 6-3, 6-1                      |

### Dobles mixtos (1)
| Año  | Torneo                    | Pareja        | Oponentes en la final        | Resultado           |
| 2011 | Abierto de Estados Unidos | Melanie Oudin | Gisela Dulko Eduardo Schwank | 7-6(4), 4-6, [10-8] |

### Individuales Juniors (1)
| Año  | Campeonato | Oponente en la Final | Resultado   |
| 2010 | US Open    | Denis Kudla          | 3-6 6-2 6-2 |

## Juegos Olímpicos

### Dobles

#### Medalla de bronce
| Año  | Torneo           | Superficie | Pareja        | Oponentes                    | Resultado |
| ---- | ---------------- | ---------- | ------------- | ---------------------------- | --------- |
| 2016 | JJ. OO. Río 2016 | Dura       | Steve Johnson | Daniel Nestor Vasek Pospisil | 6-2, 6-4  |

### Dobles mixto

#### Medalla de oro
| Año  | Torneos          | Superficie | Pareja                | Oponentes                 | Resultado           |
| ---- | ---------------- | ---------- | --------------------- | ------------------------- | ------------------- |
| 2016 | JJ. OO. Río 2016 | Dura       | Bethanie Mattek-Sands | Venus Williams Rajeev Ram | 6-7(3), 6-1, [10-7] |

## ATP World Tour Masters 1000

### Títulos (1)
| Año  | Torneo | Superficie | Ind/Outdoor | Oponente en la final | Resultado     |
| 2017 | París  | Dura       | Indoor      | Filip Krajinović     | 5-7, 6-4, 6-1 |

## Títulos ATP (21; 4+17)

### Individual (4)
| Leyenda                         |
| Grand Slam (0)                  |
| ATP World Tour Finals (0)       |
| ATP Masters 1000 World Tour (1) |
| ATP World Tour 500 series (0)   |
| ATP World Tour 250 series (3)   |

| N.º | Fecha                  | Torneo       | Superficie    | Oponente en la final | Resultado      |
| --- | ---------------------- | ------------ | ------------- | -------------------- | -------------- |
| 1.  | 12 de abril de 2015    | Houston      | Tierra batida | Sam Querrey          | 7-6(9), 7-6(2) |
| 2.  | 14 de enero de 2017    | Auckland     | Dura          | João Sousa           | 6-3, 5-7, 6-3  |
| 3.  | 26 de febrero de 2017  | Delray Beach | Dura          | Milos Raonic         | w/o            |
| 4.  | 5 de noviembre de 2017 | París        | Dura (i)      | Filip Krajinović     | 5-7, 6-4, 6-1  |

#### Finalista (4)
| N.º | Fecha                 | Torneo    | Superficie    | Oponente en la final  | Resultado      |
| --- | --------------------- | --------- | ------------- | --------------------- | -------------- |
| 1.  | 25 de octubre de 2015 | Estocolmo | Dura (i)      | Tomáš Berdych         | 6-7(1), 2-6    |
| 2.  | 16 de enero de 2016   | Auckland  | Dura          | Roberto Bautista      | 1-6, 0-1, ret. |
| 3.  | 10 de abril de 2016   | Houston   | Tierra batida | Juan Mónaco           | 6-3, 3-6, 5-7  |
| 4.  | 23 de octubre de 2016 | Estocolmo | Dura (i)      | Juan Martín del Potro | 5-7, 1-6       |

### Dobles (17)
| Leyenda                         |
| Grand Slam (3)                  |
| ATP Wourld Tour Finals (1)      |
| ATP Masters 1000 World Tour (4) |
| ATP World Tour 500 series (3)   |
| ATP World Tour 250 series (6)   |

| N.º | Fecha                   | Torneo                | Superficie    | Pareja            | Oponentes en la final                    | Resultado                     |
| --- | ----------------------- | --------------------- | ------------- | ----------------- | ---------------------------------------- | ----------------------------- |
| 1.  | 3 de marzo de 2013      | Delray Beach          | Dura          | James Blake       | Max Mirnyi Horia Tecău                   | 6-4, 6-4                      |
| 2.  | 5 de julio de 2014      | Wimbledon             | Hierba        | Vasek Pospisil    | Bob Bryan Mike Bryan                     | 7-6(5), 6-7(3), 6-4, 3-6, 7-5 |
| 3.  | 27 de julio de 2014     | Atlanta               | Dura          | Vasek Pospisil    | Steve Johnson Sam Querrey                | 6-3, 5-7, [10-5]              |
| 4.  | 21 de marzo de 2015     | Indian Wells          | Dura          | Vasek Pospisil    | Simone Bolelli Fabio Fognini             | 6-4, 6-7(3), [10-7]           |
| 5.  | 11 de octubre de 2015   | Pekín                 | Dura          | Vasek Pospisil    | Daniel Nestor Édouard Roger-Vasselin     | 3-6, 6-3, [10-6]              |
| 6.  | 25 de octubre de 2015   | Estocolmo             | Dura (i)      | Nicholas Monroe   | Mate Pavić Michael Venus                 | 7-5, 6-2                      |
| 7.  | 16 de octubre de 2016   | Shanghái              | Dura          | John Isner        | Henri Kontinen John Peers                | 6-4, 6-4                      |
| 8.  | 30 de octubre de 2016   | Basilea               | Dura (i)      | Marcel Granollers | Robert Lindstedt Michael Venus           | 6-3, 6-4                      |
| 9.  | 25 de febrero de 2018   | Delray Beach          | Dura          | Jackson Withrow   | Nicholas Monroe John-Patrick Smith       | 4-6, 6-4, [10-8]              |
| 10. | 17 de marzo de 2018     | Indian Wells          | Dura          | John Isner        | Bob Bryan Mike Bryan                     | 7-6(4), 7-6(2)                |
| 11. | 26 de mayo de 2018      | Lyon                  | Tierra batida | Nick Kyrgios      | Roman Jebavý Matwé Middelkoop            | 7-5, 2-6, [11-9]              |
| 12. | 14 de julio de 2018     | Wimbledon             | Hierba        | Mike Bryan        | Raven Klaasen Michael Venus              | 6-3, 6-7(7), 6-3, 5-7, 7-5    |
| 13. | 7 de septiembre de 2018 | Abierto de EE.UU.     | Dura          | Mike Bryan        | Łukasz Kubot Marcelo Melo                | 6-3, 6-1                      |
| 14. | 18 de noviembre de 2018 | ATP World Tour Finals | Dura (i)      | Mike Bryan        | Pierre-Hugues Herbert Nicolas Mahut      | 5-7, 6-1, [13-11]             |
| 15. | 18 de julio de 2021     | Newport               | Hierba        | William Blumberg  | Austin Krajicek Vasek Pospisil           | 6-2, 7-6(3)                   |
| 16. | 19 de marzo de 2022     | Indian Wells          | Dura          | John Isner        | Santiago González Édouard Roger-Vasselin | 7-6(4), 6-3                   |
| 17. | 7 de agosto de 2022     | Washington            | Dura          | Nick Kyrgios      | Ivan Dodig Austin Krajicek               | 7-5, 6-4                      |

#### Finalista (10)
| N.º | Fecha                  | Torneo       | Superficie    | Compañero       | Oponentes en la final               | Resultado           |
| --- | ---------------------- | ------------ | ------------- | --------------- | ----------------------------------- | ------------------- |
| 1.  | 24 de febrero de 2013  | Memphis      | Dura (i)      | James Blake     | Bob Bryan Mike Bryan                | 1-6, 2-6            |
| 2.  | 17 de agosto de 2014   | Cincinnati   | Dura          | Vasek Pospisil  | Bob Bryan Mike Bryan                | 3-6, 2-6            |
| 3.  | 19 de octubre de 2014  | Estocolmo    | Dura (i)      | Treat Huey      | Eric Butorac Raven Klaasen          | 4-6, 3-6            |
| 4.  | 4 de abril de 2015     | Miami        | Dura          | Vasek Pospisil  | Bob Bryan Mike Bryan                | 3-6, 6-1, [8-10]    |
| 5.  | 8 de noviembre de 2015 | París        | Dura (i)      | Vasek Pospisil  | Ivan Dodig Marcelo Melo             | 6-2, 3-6, [5-10]    |
| 6.  | 19 de marzo de 2016    | Indian Wells | Dura          | Vasek Pospisil  | Pierre-Hugues Herbert Nicolas Mahut | 3-6, 6-7(5)         |
| 7.  | 15 de mayo de 2016     | Roma         | Tierra batida | Vasek Pospisil  | Bob Bryan Mike Bryan                | 6-2, 3-6, [7-10]    |
| 8.  | 9 de octubre de 2016   | Pekín        | Dura          | Bernard Tomic   | Pablo Carreño Rafael Nadal          | 7-6(6), 2-6, [8-10] |
| 9.  | 1 de abril de 2017     | Miami        | Dura          | Nicholas Monroe | Lukasz Kubot Marcelo Melo           | 5-7, 3-6            |
| 10. | 8 de octubre de 2017   | Pekín        | Dura          | John Isner      | Henri Kontinen John Peers           | 3-6, 6-3, [7-10]    |

## Títulos ATP Challenger

### Individual (4)
| N.° | Fecha                 | Torneo                    | Superficie    | Oponente en la final | Resultado     |
| --- | --------------------- | ------------------------- | ------------- | -------------------- | ------------- |
| 1.  | 14 de octubre de 2012 | Challenger de Tiburon     | Dura          | Mischa Zverev        | 6-1, 1-6, 7-6 |
| 2.  | 6 de julio de 2013    | Challenger de Winnetka    | Dura          | Bradley Klahn        | 6-4, 6-2      |
| 3.  | 6 de junio de 2021    | Challenger de Little Rock | Dura          | Emilio Gómez         | 7-5, 6-4      |
| 4.  | 1 de mayo de 2022     | Challenger de Savannah    | Tierra batida | Christian Harrison   | 6-4, 6-1      |

## Clasificación histórica

### Individual
Actualizado hasta Abierto de Estados Unidos 2018
| Torneo                      | 2010            | 2011            | 2012            | 2013            | 2014            | 2015            | 2016            | 2017         | 2018            | 2019            | 2020         | T/P     | G–P     | Victorias % |
| --------------------------- | --------------- | --------------- | --------------- | --------------- | --------------- | --------------- | --------------- | ------------ | --------------- | --------------- | ------------ | ------- | ------- | ----------- |
| Grand Slam                  |                 |                 |                 |                 |                 |                 |                 |              |                 |                 |              |         |         |             |
| Abierto de Australia        | A               | A               | A               | Q1              | 2R              | A               | 2R              | 3R           | 1R              | 1R              | A            | 0 / 5   | 4–5     | 48%         |
| Roland Garros               | A               | A               | A               | 2R              | 3R              | 4R              | 3R              | 1R           | 1R              | A               | 2R           | 0 / 7   | 9–7     | 56%         |
| Wimbledon                   | A               | A               | A               | Q1              | 2R              | 1R              | 3R              | 2R           | 1R              | A               | ND           | 0 / 5   | 4–5     | 44%         |
| US Open                     | 1R              | 2R              | 3R              | 3R              | 1R              | 2R              | 4R              | 1R           | 2R              | 1R              | 2R           | 0 / 11  | 11–11   | 50%         |
| Ganados–Perdidos            | 0–1             | 1–1             | 2–1             | 3–2             | 4–4             | 4–3             | 8–4             | 3–4          | 1–4             | 0–2             | 2–2          | 0 / 28  | 28–28   | 50%         |
| Torneo de maestros          |                 |                 |                 |                 |                 |                 |                 |              |                 |                 |              |         |         |             |
| ATP World Tour Finals       | No se clasificó | No se clasificó | No se clasificó | No se clasificó | No se clasificó | No se clasificó | No se clasificó | SF           | No se clasificó | No se clasificó |              | 0 / 1   | 2–2     | 50%         |
| ATP World Tour Masters 1000 |                 |                 |                 |                 |                 |                 |                 |              |                 |                 |              |         |         |             |
| Indian Wells                | A               | A               | 1R              | 1R              | 1R              | 4R              | 3R              | SF           | 3R              | A               | ND           | 0 / 7   | 9–7     | 56%         |
| Miami                       | Q1              | 1R              | A               | Q2              | 2R              | 3R              | 3R              | CF           | 3R              | A               | ND           | 0 / 6   | 8–6     | 57%         |
| Montecarlo                  | A               | A               | A               | A               | A               | A               | A               | A            | A               | A               | ND           | 0 / 0   | 0–0     | –           |
| Madrid                      | A               | A               | A               | A               | A               | 2R              | 3R              | 1R           | 1R              | A               | ND           | 0 / 4   | 3–4     | 43%         |
| Roma                        | A               | A               | A               | A               | Q1              | 1R              | 2R              | 3R           | 2R              | A               | A            | 0 / 4   | 4–4     | 50%         |
| Canadá                      | A               | A               | A               | Q2              | 2R              | 3R              | 3R              | 2R           | 1R              | A               | ND           | 0 / 5   | 6–5     | 55%         |
| Cincinnati                  | A               | A               | Q1              | 1R              | 1R              | 2R              | A               | 1R           | 1R              | Q1              | A            | 0 / 5   | 1–5     | 17%         |
| Shanghái                    | A               | A               | A               | Q2              | 3R              | 2R              | CF              | 1R           | 1R              | A               | ND           | 0 / 5   | 6–5     | 55%         |
| París                       | A               | A               | A               | A               | 2R              | 1R              | CF              | G            | CF              | A               |              | 1 / 5   | 11–4    | 77%         |
| Ganados–Perdidos            | 0–0             | 0–1             | 0–1             | 0–2             | 5–6             | 10–8            | 13–7            | 15–7         | 5–8             | 0–0             |              | 1 / 41  | 48–40   | 55%         |
| Representación nacional     |                 |                 |                 |                 |                 |                 |                 |              |                 |                 |              |         |         |             |
| Juegos Olímpicos            | NR              | NR              | A               | No Realizado    | No Realizado    | No Realizado    | 1R              | No Realizado | No Realizado    | No Realizado    | No Realizado | 0 / 1   | 0–1     | 0%          |
| Copa Davis                  | A               | A               | A               | A               | A               | PO              | CF              | CF           | SF              | A               |              | 0 / 2   | 4–3     | 57%         |
| Estadísticas                |                 |                 |                 |                 |                 |                 |                 |              |                 |                 |              |         |         |             |
| Torneos                     | 1               | 2               | 7               | 13              | 20              | 19              | 19              | 22           | 22              | 4               | 1            | 130     | 130     | 130         |
| Títulos                     | 0               | 0               | 0               | 0               | 0               | 1               | 0               | 3            | 0               | 0               |              | 4       | 4       | 4           |
| Finales                     | 0               | 0               | 0               | 0               | 0               | 2               | 3               | 3            | 0               | 0               |              | 8       | 8       | 8           |
| Global G-P                  | 0–1             | 1–2             | 5–7             | 10–13           | 27–20           | 35–18           | 37–21           | 38–21        | 9–22            | 1–4             | 0–1          | 163–131 | 163–131 | 163–131     |
| Victorias %                 | 0%              | 33%             | 42%             | 43%             | 57%             | 66%             | 64%             | 64%          | 29%             | 20%             |              | 56%     | 56%     | 56%         |

### Dobles
| Torneo                      | 2010 | 2011 | 2012 | 2013         | 2014         | 2015         | 2016  | 2017  | 2018  | T/P    | G–P    | Victorias % |
| --------------------------- | ---- | ---- | ---- | ------------ | ------------ | ------------ | ----- | ----- | ----- | ------ | ------ | ----------- |
| Grand Slam                  |      |      |      |              |              |              |       |       |       |        |        |             |
| Abierto de Australia        | A    | A    | A    | A            | A            | A            | CF    | A     | A     | 0 / 1  | 2–1    | 67%         |
| Roland Garros               | A    | A    | A    | 2R           | 3R           | CF           | 2R    | A     | 3R    | 0 / 5  | 9–5    | 64%         |
| Wimbledon                   | A    | A    | A    | A            | 'G'          | 3R           | 3R    | A     | 'G'   | 2 / 4  | 16–2   | 89%         |
| US Open                     | A    | 1R   | 2R   | 1R           | 3R           | 1R           | A     | A     | 'G'   | 1 / 6  | 9–5    | 64%         |
| Ganados–Perdidos            | 0–0  | 0–1  | 1–1  | 1–2          | 10–2         | 5–3          | 5–3   | 0–0   | 14–1  | 3 / 16 | 36–13  | 73%         |
| ATP World Tour Masters 1000 |      |      |      |              |              |              |       |       |       |        |        |             |
| Indian Wells                | A    | A    | A    | A            | A            | 'G'          | F     | 1R    | 'G'   | 2 / 4  | 13–2   | 87%         |
| Miami                       | A    | 1R   | A    | A            | SF           | F            | 1R    | F     | 1R    | 0 / 6  | 11–6   | 65%         |
| Montecarlo                  | A    | A    | A    | A            | A            | A            | A     | A     | A     | 0 / 0  | 0–0    | –           |
| Madrid                      | A    | A    | A    | A            | A            | CF           | CF    | SF    | 1R    | 0 / 4  | 5–3    | 63%         |
| Roma                        | A    | A    | A    | A            | A            | SF           | F     | CF    | 2R    | 0 / 4  | 9–4    | 69%         |
| Canadá                      | A    | A    | A    | A            | 1R           | 1R           | 2R    | 1R    | CF    | 0 / 5  | 2–4    | 33%         |
| Cincinnati                  | A    | A    | A    | A            | F            | 2R           | A     | 1R    | 2R    | 0 / 4  | 4–4    | 50%         |
| Shanghái                    | A    | A    | A    | A            | 2R           | 1R           | 'G'   | 1R    |       | 1 / 4  | 5–2    | 71%         |
| París                       | A    | A    | A    | A            | 2R           | F            | CF    | 2R    |       | 0 / 4  | 7–4    | 64%         |
| Ganados–Perdidos            | 0–0  | 0–1  | 0–0  | 0–0          | 7–4          | 17–7         | 16–6  | 10–6  | 6–5   | 3 / 35 | 56–29  | 66%         |
| Representación nacional     |      |      |      |              |              |              |       |       |       |        |        |             |
| Juegos Olímpicos            | NR   | NR   | A    | No Realizado | No Realizado | No Realizado | SF-B  | NR    | NR    | 0 / 1  | 4–1    | 80%         |
| Copa Davis                  | A    | A    | A    | A            | A            | PO           | CF    | CF    | SF    | 0 / 2  | 3–0    | 100%        |
| Estadísticas                |      |      |      |              |              |              |       |       |       |        |        |             |
| Torneos                     | 0    | 3    | 4    | 7            | 14           | 16           | 15    | 13    | 15    | 87     | 87     | 87          |
| Títulos                     | 0    | 0    | 0    | 1            | 2            | 3            | 2     | 0     | 5     | 13     | 13     | 13          |
| Finales                     | 0    | 0    | 0    | 2            | 4            | 5            | 5     | 2     | 5     | 23     | 23     | 23          |
| Global G-P                  | 0–0  | 0–3  | 2–4  | 10–6         | 25–11        | 30–13        | 33–13 | 19–11 | 32–10 | 151–71 | 151–71 | 151–71      |
| Victorias %                 | –    | 0%   | 33%  | 63%          | 69%          | 70%          | 72%   | 63%   | 76%   | 68%    | 68%    | 68%         |

## Ranking ATP al final de la temporada
| Año                     | 2009 | 2010 | 2011 | 2012 | 2013 | 2014 | 2015 | 2016 | 2017 | 2018 | 2019 | 2020 | 2021 | 2022 |
| Ranking en individuales | 699  | 870  | 381  | 150  | 102  | 42   | 26   | 23   | 8    | 106  | -    | 253  | 145  | 131  |

| Año            | 2010 | 2011 | 2012 | 2013 | 2014 | 2015 | 2016 | 2017 | 2018 | 2019 | 2020 | 2021 | 2022 |
| Ranking dobles | 687  | 370  | 168  | 101  | 15   | 19   | 16   | 39   | 2    | 119  | 134  | 153  | 43   |